# Wesołowo (gromada)
Wesołowo – dawna gromada, czyli najmniejsza jednostka podziału terytorialnego Polskiej Rzeczypospolitej Ludowej w latach 1954–1972.
Gromady, z gromadzkimi radami narodowymi (GRN) jako organami władzy najniższego stopnia na wsi, funkcjonowały od reformy reorganizującej administrację wiejską przeprowadzonej jesienią 1954 do momentu ich zniesienia z dniem 1 stycznia 1973, tym samym wypierając organizację gminną w latach 1954–1972.
Gromadę Wesołowo z siedzibą GRN w Wesołowie utworzono – jako jedną z 8759 gromad na obszarze Polski – w powiecie szczycieńskim w woj. olsztyńskim na mocy uchwały nr 27 WRN w Olsztynie z dnia 4 października 1954. W skład jednostki weszły obszary dotychczasowych gromad Wesołowo, Głuch, Róklas i Kucbork ze zniesionej gminy Wielbark w powiecie szczycieńskim, a także obszar dotychczasowej gromady Rekownica ze zniesionej gminy Wały w powiecie nidzickim w tymże województwie. Dla gromady ustalono 9 członków gromadzkiej rady narodowej.
Gromadę zniesiono 1 stycznia 1958, a jej obszar włączono do gromad: Jedwabno (wieś Rekownica) i Wielbark (wsie Jankowo, Wesołowo, Wesołówko, Róklas, Głuch, Kiliszki, Kucbork i Papiernia oraz leśniczówkę Ostowo) w tymże powiecie.